# غده سیاه
غدهٔ سیاه (انگلیسی: The Black Ghiandola) یک فیلم کوتاه به کارگردانی سم ریمی، کاترین هاردویک و تئودور ملفی است که در سال ۲۰۱۷ منتشر شد. در این فیلم جانی دپ، لورا درن، دیوید لینچ و جی. کی. سیمونز ایفای نقش می‌کنند. این فیلم داستان مرد جوانی را روایت می‌کند که پس از آنکه خانواده اش در آخرالزمان زامبی کشته شدند جان خود را خطر می‌اندازد تا دختر جوانی را که دوست داشته‌است را نجات دهد.